# Haute École pédagogique de Lucerne
 (juin 2017).
La Haute École Pédagogique de Lucerne (PH Luzern, allemand: Pädagogische Hochschule Luzern; anglais: University of Teacher Education Lucerne) est une école pédagogique du canton de Lucerne.

## Fonctionnement
Par le nombre d’étudiants, la PH Luzern compte parmi les cinq plus grandes des quatorze hautes écoles pédagogiques de Suisse. C’est en 2003 que les premiers étudiants y sont entrés. Aujourd’hui, la PH Luzern forme plus de 2000 étudiants et étudiantes, et quelque 4800 membres du corps enseignant et professionnels de la formation fréquentent chaque année les cours de formation continue qu’elle propose. De plus, la PH Luzern emploie 650 personnes environ, enseignants, mentors ou collaborateurs scientifiques, personnel administratif ou technique. Jusqu’à l’été 2013, la PH Luzern faisait partie de la Haute école pédagogique de Suisse centrale. Depuis le 1er août 2013, elle est placée sous la seule responsabilité du canton de Lucerne.
La PH Luzern entretient des relations étroites avec des écoles de coopération et de stage de Suisse centrale – plus de 2000 praticiennes formatrices et praticiens formateurs chaperonnent les stages des étudiants dans les écoles.En outre, la PH Luzern travaille en réseau avec d’autres hautes écoles pédagogiques, hautes écoles spécialisées et universités, au travers de projets de coopération et de programmes d’échange, aux niveaux national et international.[réf. nécessaire] La PH Luzern fait partie du Campus de Lucerne, avec la Haute école de Lucerne (cinq départements de la haute école spécialisée) et l’Université de Lucerne.